# Seilbrücke

Seilbrücke, Schema

Eine Seilbrücke (früher auch Strickbrücke oder Tarabit) ist eine spezielle Form einer Hängebrücke aus Naturfaser-, Kunstfaser- oder Stahlseilen, die ohne die sonst üblichen Pylone gebaut wurde und deutlich durchhängt. Die Seilbrücke ist ähnlich der Spannbandbrücke.
Im allgemeinen Sprachgebrauch wird häufig kein Unterschied gemacht zwischen einer Seilbrücke und einer Fußgängerhängebrücke, die von Pylonen gestützte Tragseile mit Hängern hat, an denen ein gesonderter Träger für den Gehweg befestigt ist, so dass der Weg über die Brücke im Prinzip horizontal verläuft.
Es gibt Mischformen mit durchhängendem Weg und Tragseilen, die primär die Schwankungen der Brücke vermeiden und nur einen Teil der Last tragen.

## Beschreibung

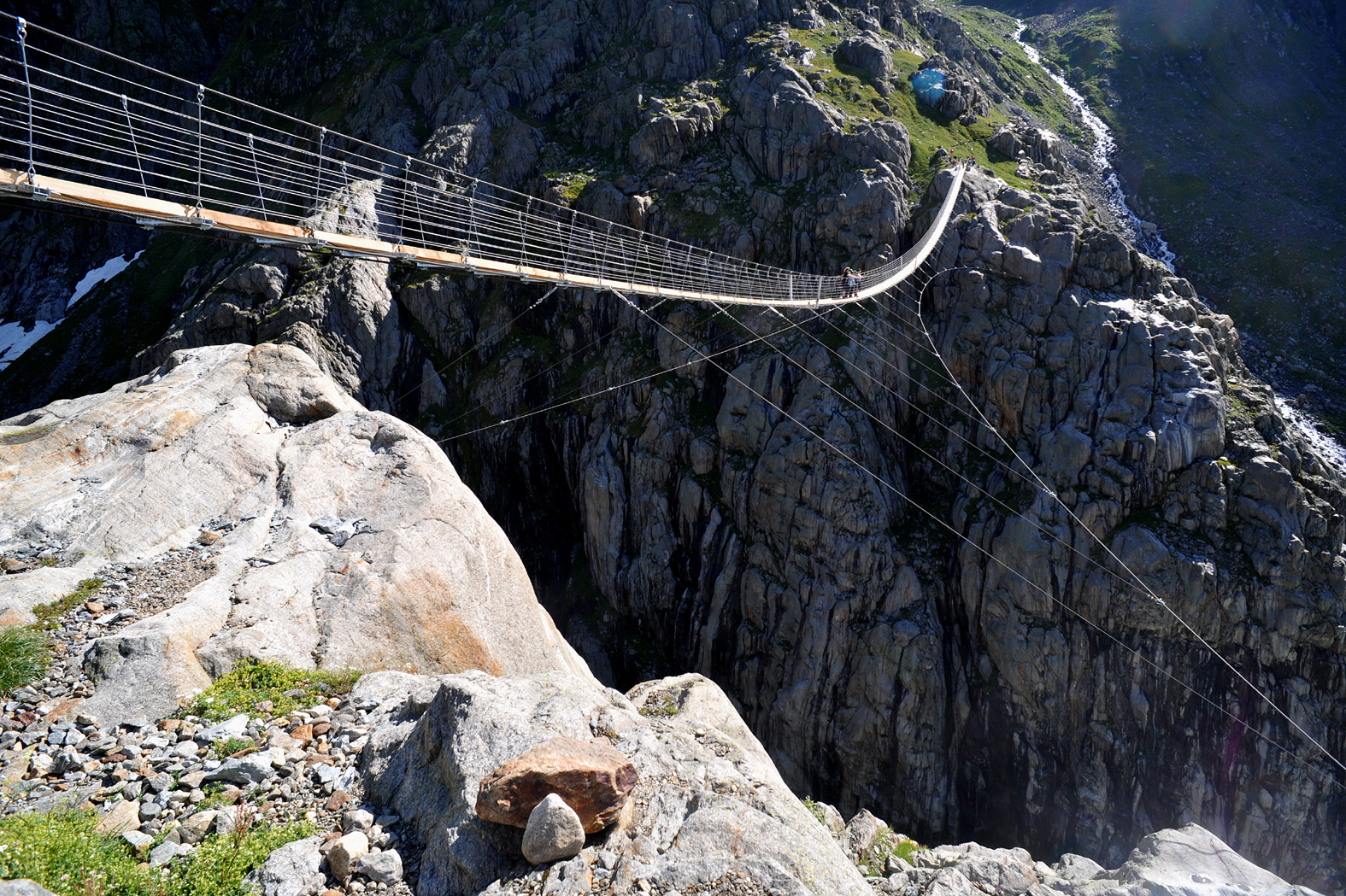
Die Triftbrücke, Schweiz

Eine Seilbrücke hat ein oder mehrere parallele, durchhängende Tragseile und wird unmittelbar auf diesen Seilen oder auf zwischen ihnen befestigten Latten, Brettern oder Gitterrosten überquert. Ihr Durchhang entspricht einer Kettenlinie, solange er nicht durch das Gewicht einzelner Personen oder Lasttiere verformt wird. Der Weg über die Brücke geht daher zunächst abwärts, nach der Mitte wieder aufwärts.
Die Verankerung der Seile an den beiden Ufern ist von entscheidender Bedeutung. Längere und damit schwerere Seilbrücken verlangen größere, stärkere Verankerungen. Bei Seilbrücken mit einem großen Durchhang ist der An- und Abstieg unzumutbar steil, außerdem schwanken sie stark. Aber je kleiner der Durchhang ist, desto größer werden die Zugkräfte an den seitlichen Verankerungen. Um die Schwankungen zu reduzieren, werden Seilbrücken oft durch schräg nach unten führende Abspannseile stabilisiert, die an parabolisch montierten Lastseilen befestigt sind, die wiederum in den seitlichen Hängen verankert sind.
Seilbrücken dienen Fußgängern, in ihren größeren Formen auch Lasttieren. Für Autos sind sie wegen der großen Lasten und der auf- und absteigenden Fahrbahn ungeeignet.

## Bauformen

### Verbindungen aus einzelnen Seilen

#### Einfachseil
Die einfachste Seilbrücke ist ein einfaches gespanntes Seil. Überquert wird ein Einfachseil hängend an Füßen und Händen, oder auf dem Bauch rutschend mit einem Bein auf dem Seil und das andere als Gegengewicht und zur Senkung des Schwerpunktes herunterhängend (dabei kann ein Stock als Scheuerschutz zwischen Bauch und Seil gelegt werden).
In der Seilakrobatik geht der Artist aufrecht balancierend über das Seil, meist mit einer Balancierstange. In der jungen Sportart Slacklining wird statt des Seiles ein Gurtband verwendet.
Bei einer Seilrutsche oder Seilbahn hängt der Überquerer an einem Karabinerhaken oder einer Seilrolle und rollt auf Rädern über das Seil oder wird durch ein bewegliches Seil befördert.

#### Doppelseil übereinander

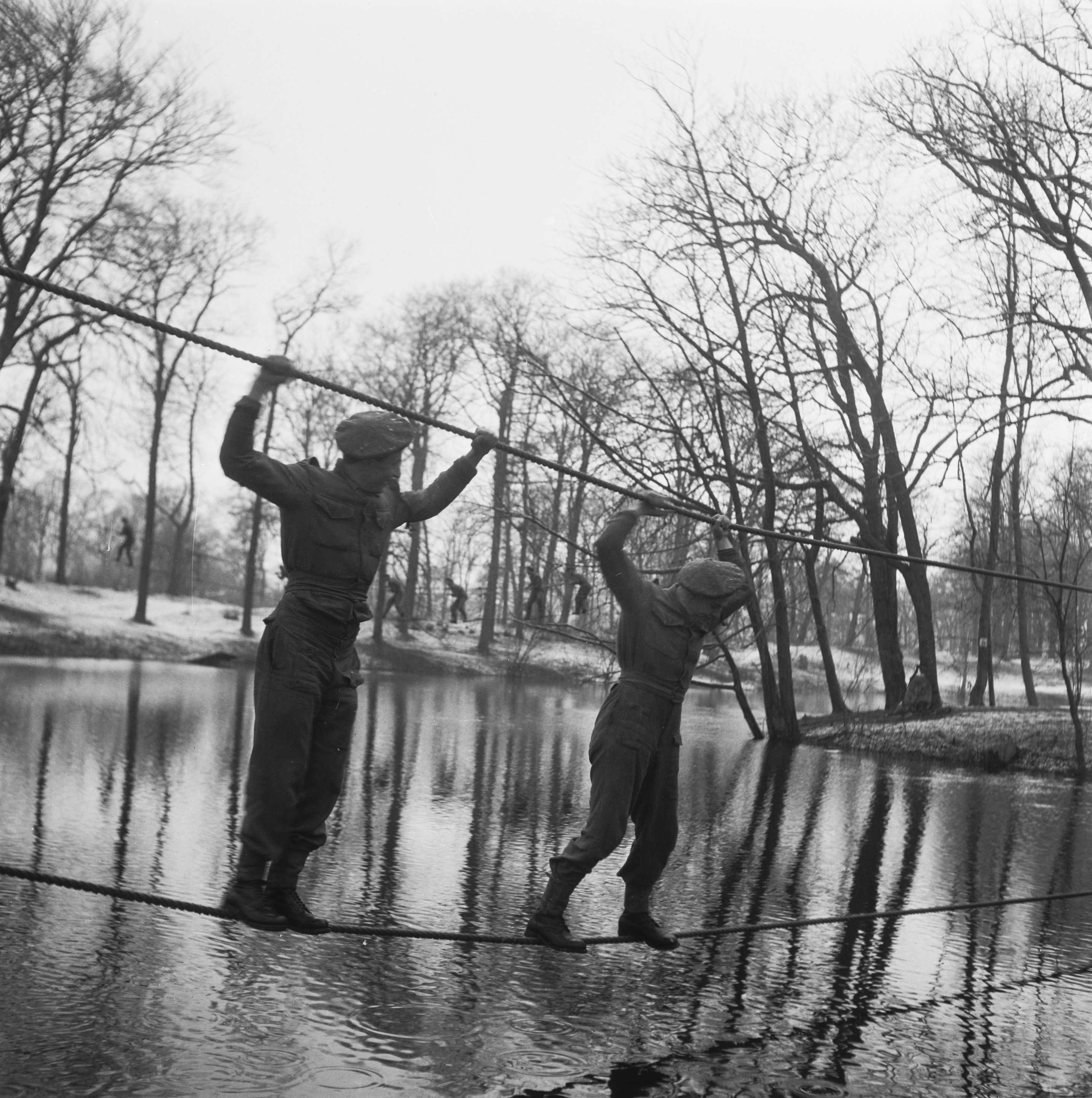
Zweiseilbrücke im Manöver (1946)

Das untere Seil ist das Tragseil, das obere das Halteseil. Eine solche Konstruktion ist nur auf kurze Strecken beziehungsweise bei sehr hoher Seilspannung brauchbar. Bei längeren Strecken verwinden sich die beiden Seile derart, dass ihre unterschiedliche Funktion als Trag- oder Halteseil nicht mehr gewährleistet ist. Für diese Brücken werden meist Stahlseile eingesetzt.
In Borneo wurde eine solche Brücke aus zwei Seilen installiert, damit Affen einen Fluss überqueren können.

#### Doppelseil nebeneinander
Diese Konstruktion sieht man häufig auf Kinderspielplätzen als Spielgerät zur Schulung des Gleichgewichtssinnes. Meist werden dazu Stahlseile eingesetzt. Werden die beiden Seile durch Holzsprossen oder einen durchgehenden Holzbelag verbunden, wird die Konstruktion bei entsprechend hoher Seilspannung etwas stabiler, zumindest solange man nur die Mittellinie zum Gehen benutzt. Sobald die Mittellinie verlassen wird, beginnt sich die Konstruktion genauso wie die Brücke mit „Doppelseil übereinander“ zu verwinden.
Eine besondere Form ist der „Wild Woosey“, zwei V-förmig auseinanderlaufende Seile, die zu zweit überquert werden. Dabei wird der Abstand von etwa 40 cm immer größer bis etwa 2 m, so dass sich die beiden Überquerer gegenseitig stützen müssen.

### Verbindungen aus mehreren Seilen

#### Dreiseilbrücke in V-Form

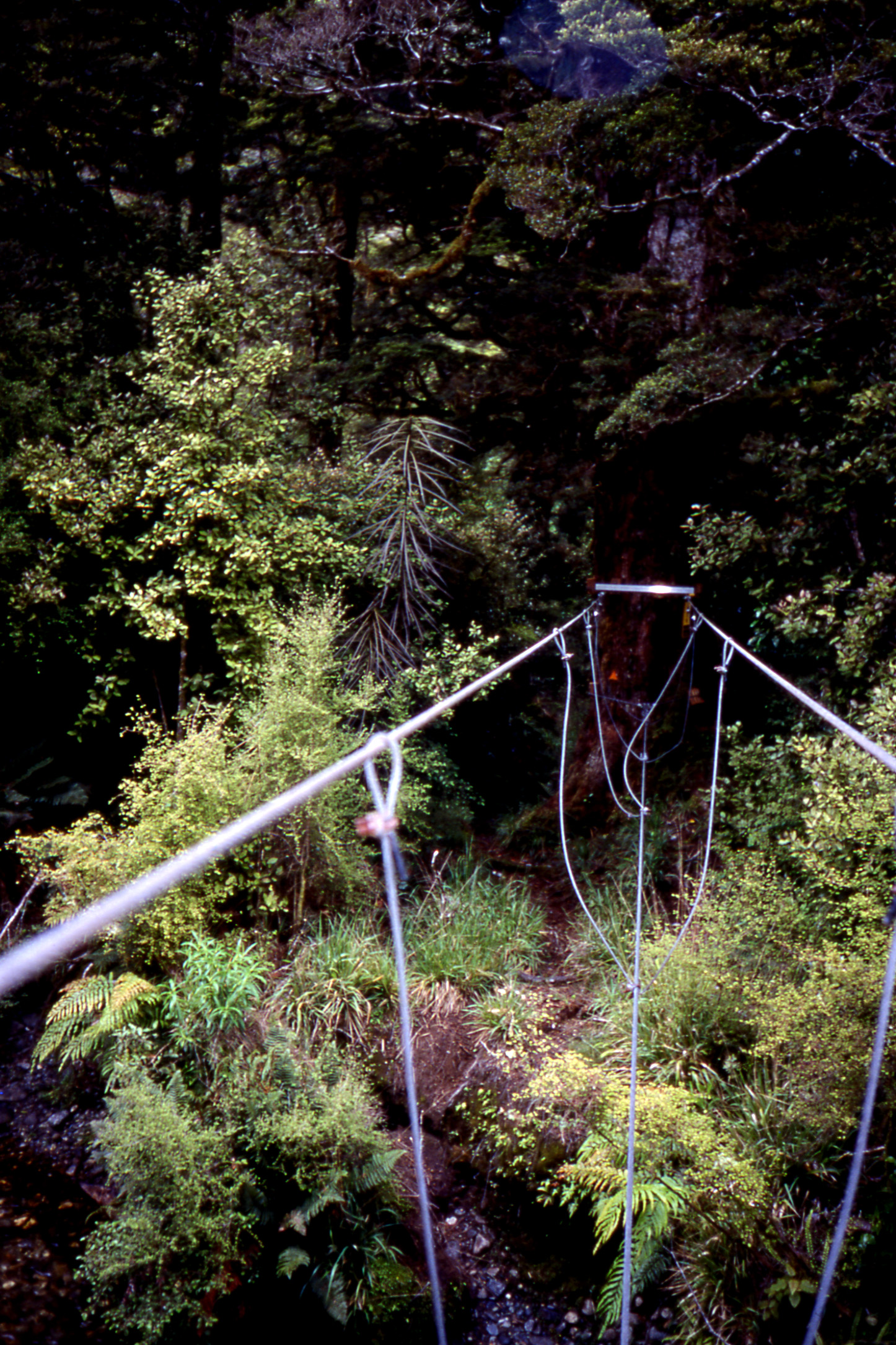
Dusky Track, Neuseeland

Diese Konstruktion wird über größere Spannweiten zur Überquerung von Schluchten und Flüssen gebaut und im Gebirge in Klettersteigen eingesetzt. Dabei ist das untere Seil das Tragseil, die beiden oberen Seile dienen als Halteseile. Bei der Burma-Brücke sind die Halteseile fest mit dem Tragseil verbunden, so dass Schwingungen und Verwindungen stark gedämpft werden. Diese Verbindungen werden im Abstand von einer Schrittweite angebracht. Beim Überqueren tritt man dann nicht auf das Tragseil, sondern wesentlich stabiler in das V-förmige Verbindungsseil.
Die aus Naturfasern geflochtenen Brücken haben gelegentlich ein so starkes und dickes Tragseil, dass es auch von schwer beladenen Personen bequem begangen werden kann. Zahlreiche Verbindungen zu den Halteseilen in engem Abstand erhöhen das Gefühl der Sicherheit.
Eine Abwandlung ist eine 2-Seilbrücke, bei der zwischen den beiden Seilen schulterhohe Schlaufen hängen. Man tritt von Schlaufe zu Schlaufe und benutzt die beiden Seile als Geländer. Sie ist im Klettergarten häufig zu sehen.

#### Vierseilbrücke
Die aus vier oder mehr Seilen bestehende, auch als Nepal-Brücke bekannte Brücke hat sich zur häufigsten Bauform entwickelt. Sie wird in Entwicklungsländern mit bergigen Gebieten und als Touristenattraktion eingesetzt. Zwei parallele Tragseile sind mit Latten oder Gitterrosten zu einem Weg verbunden. Oberhalb der Tragseilen sind zwei oder vier Halteseile als Geländer gespannt, die mit den Tragseilen durch einen Maschendraht als Absturzsicherung verbunden sind. Um Schwankungen zu dämpfen, werden regelmäßig seitliche Abspannungen angebracht.
Moderne Touristenattraktionen haben auch mehrere Tragseile nebeneinander, Halteseile, die auch eine tragende Funktion haben, und spezielle Drahtkonstruktionen zwischen Trag- und Halteseilen. Insbesondere in China sind Brücken mit einem Glasboden beliebte Ausflugsziele.

### Seilbrücken im Outdoortraining
Pfadfinder, Jugend und Sport und andere Jugendgruppen bauen in ihren Zeltlagern Seilbrücken über Bäche und Schluchten und zwischen Baumhäusern. Im Outdoortraining ist die Konstruktion und Überquerung einer Seilbrücke eine herausfordernde Projektaufgabe für Teams und Führungskräfte. Im Hochseilgarten, im Kletterwald und auf Abenteuerspielplätzen werden Seilbrücken teilweise fest eingerichtet.
Das Überqueren einer Seilbrücke stellt große Anforderungen an den Gleichgewichtssinn und an die Angstbewältigung.

#### Sicherheit
Für Seilbrücken dürfen nur geprüfte Statikseile mit geringer Dehnung verwendet werden.
Beim Überqueren ist immer ein zusätzliches Sicherungsseil zu benutzen. Dazu wird ein Klettergurt getragen, der mit einer Bandschlinge und einem Schraubkarabiner am Sicherungsseil eingehängt wird und so bei einem Sturz die notwendige Sicherheit gewährleistet.

#### Spannen der Seile
Trag- und Halteseile (mindestens 10 mm Durchmesser mit einer Reißfestigkeit von mindestens 2400 daN) werden mit einem Hilfsflaschenzug mit etwa 300 bis 600 daN gespannt. Dazu wird oft eine Klettersteigbremse verwendet, die die Last auf etwa 380 daN begrenzt. Beim Spannen muss die Umlenkung im Flaschenzug immer mit einer Rolle erfolgen oder hilfsweise mit einem Karabiner (nie direkt im Seil, was zu Schmelzverbrennung des Seilmaterials führt). Der Seildurchhang soll mindestens 10 % betragen, dann werden die Verankerungspunkte mit unter 1.000 daN belastet.
Die Seile dürfen nach ersten Belastungstests höchstens einmal nachgespannt werden, da sie bei mehrmaligem Spannen unzulässig gedehnt würden.

#### Borkenschutz
Werden Bäume als Verankerung benutzt, ist die Borke zu schützen. Dazu wird eine Polsterung (Isomatte, Teppichrest) um die Borke gelegt, darüber rund um den Stamm fassartig mehrere Hölzer zur Druckverteilung (mit Spanngurt fixieren). Bei zeitlich begrenzter Einrichtung genügen doppelt genommene breite Bandschlingen.

#### Knotentechnik
Trag- und Halteseile werden auf der einen Seite mit einem Webeleinenstek oder Zimmermannsschlag an einem dicken fest verwurzelten Baum befestigt. Auf der anderen Seite werden sie mit einem Flaschenzug gespannt. Ein solcher Flaschenzug besteht aus Bandschlingen oder Reepschnüren, die mit Karabinerklemmknoten oder Prusikknoten an Trag- und Hilfseilen festgemacht werden. Umlenkungen werden immer durch Seilrollen oder Karabinerhaken geführt, damit das Seil nicht durch Reibung zerstört wird. Das Tragseil wird nach dem Spannen mehrmals um einen dicken Baum geschlungen und das Ende gesichert.

## Geschichte

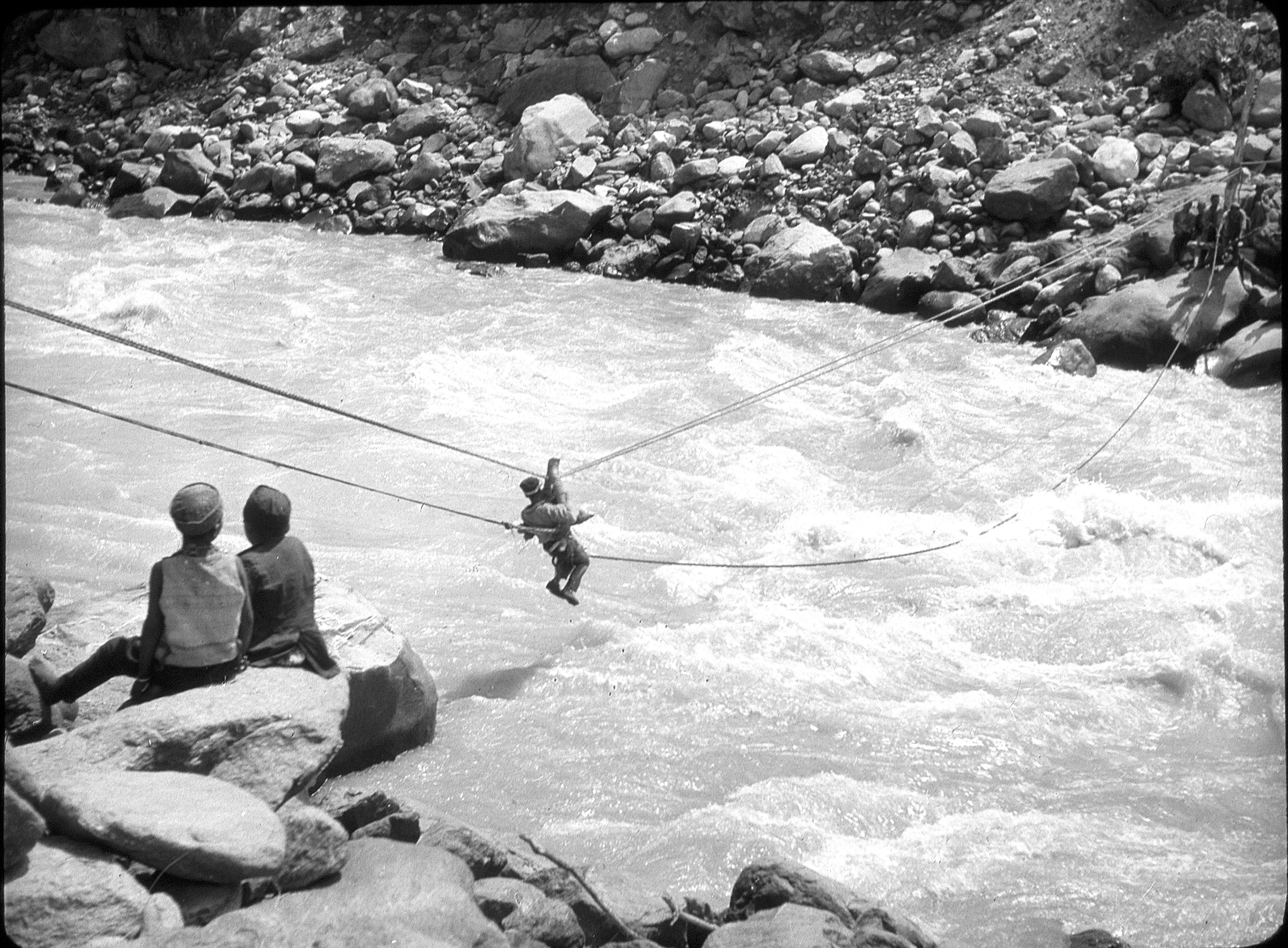
Seilbrücke in Nepal (1936)

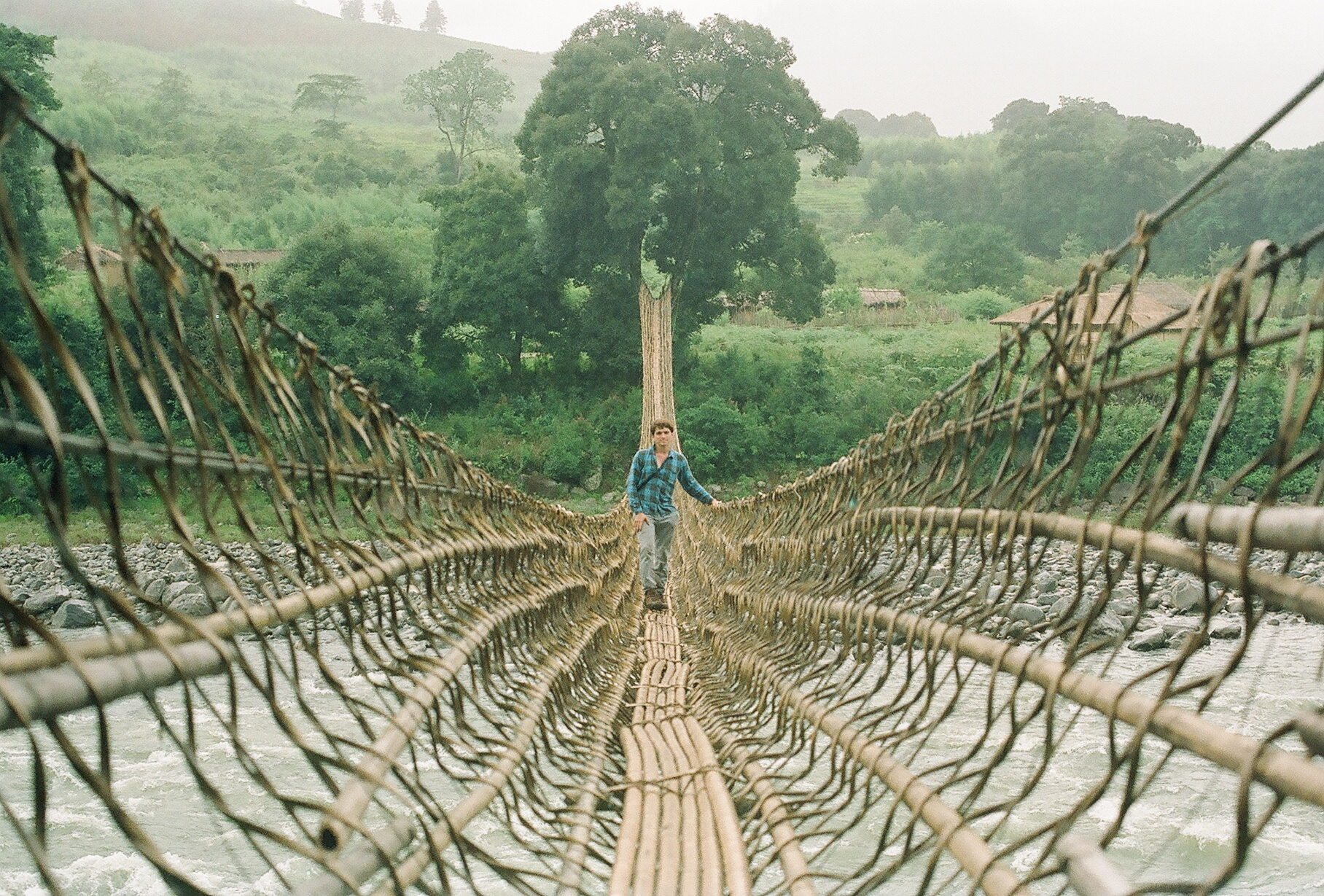
Brücke über den Dri, Dibang Valley, Arunachal Pradesh, Indien (1987)

Von der Vorzeit bis zumindest in das letzte Jahrhundert spielten Seilbrücken aus Naturfasern und Lederriemen eine große Rolle in den Gebirgsregionen Ostasiens und Südamerikas. Steile, tiefe Schluchten und reißende, bei Regen stark anschwellende Flüsse verlangten Brücken hoch über dem normalen Wasserstand, was zwangsläufig Brücken mit großen Spannweiten bedeutete. Schlichte hölzerne Jochbrücken oder Steinbogenbrücken mit vergleichsweise kleinen Spannweiten konnten diese Anforderungen nicht erfüllen. Seilbrücken waren daher die einzige Möglichkeit, diese Flüsse zu überqueren.
Die einfachste Form war das Einfachseil, an dem der Reisende sich über den Fluss hangelte. Bei größeren Entfernungen zum anderen Ufer hängte sich die Person mit einem hölzernen Haken an das Seil und zog sich mit den Händen vorwärts, wobei der Haken vorher mit Butter eingefettet wurde, um besser rutschen zu können. Bei großen Flüssen wurde das Seil schräg nach unten gespannt, so dass der Durchhang nicht zu einem zu großen Anstieg auf der anderen Seite führte. Die komfortablere Version hatte ein gesondertes Zugseil, mit dem die am Tragseil angehängten Personen über den Fluss gezogen wurden. Auch die Pferde einer Karawane wurden so über reißende Flüsse gezogen.
Verbreitet waren Brücken aus zwei Tragseilen nebeneinander, zwischen denen in V-Form Schlaufen und geflochtene Netze befestigt waren, die als Gehweg dienten. Manchmal wurde der Gehweg sogar aus langen Brettern gebildet, die in die Schlaufen eingelegt waren. Dreiseilbrücken in V-Form mit engmaschig verwobenen Seilen bildeten die größere Version.
Alle diese Brücken mussten laufend instand gehalten und ausgebessert sowie regelmäßig ersetzt werden.
Mit dem Aufkommen von Drahtseilen wurden Seile aus Naturfasern weitgehend verdrängt. Jedoch müssen auch Drahtseilbrücken gewartet und instand gehalten werden.
Die private Schweizer Organisation Helvetas hat in den letzten Jahrzehnten Seilbrücken speziell für Nepal und Bhutan entwickelt und über 4000 dieser Brücken installiert.

## Trivia
Dem Tschechen Robert Ospald gelang 1986 mithilfe einer selbstgebauten Vorrichtung die Flucht aus der Tschechoslowakei durch die Verwendung des Erdseils einer Hochspannungsleitung als Seilbrücke.

## Galerie

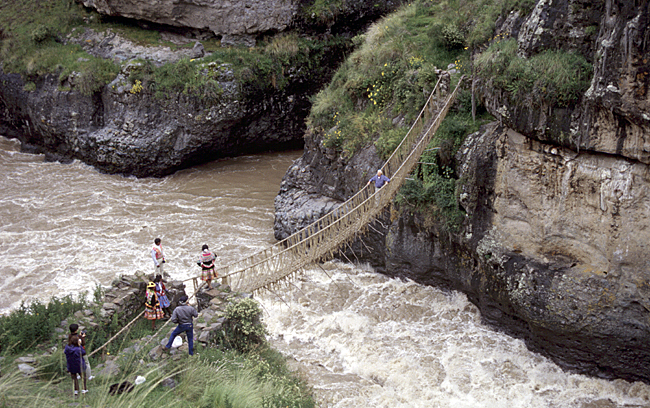
Hängebrücke Q’iswachaka über den Río Apurímac, Peru
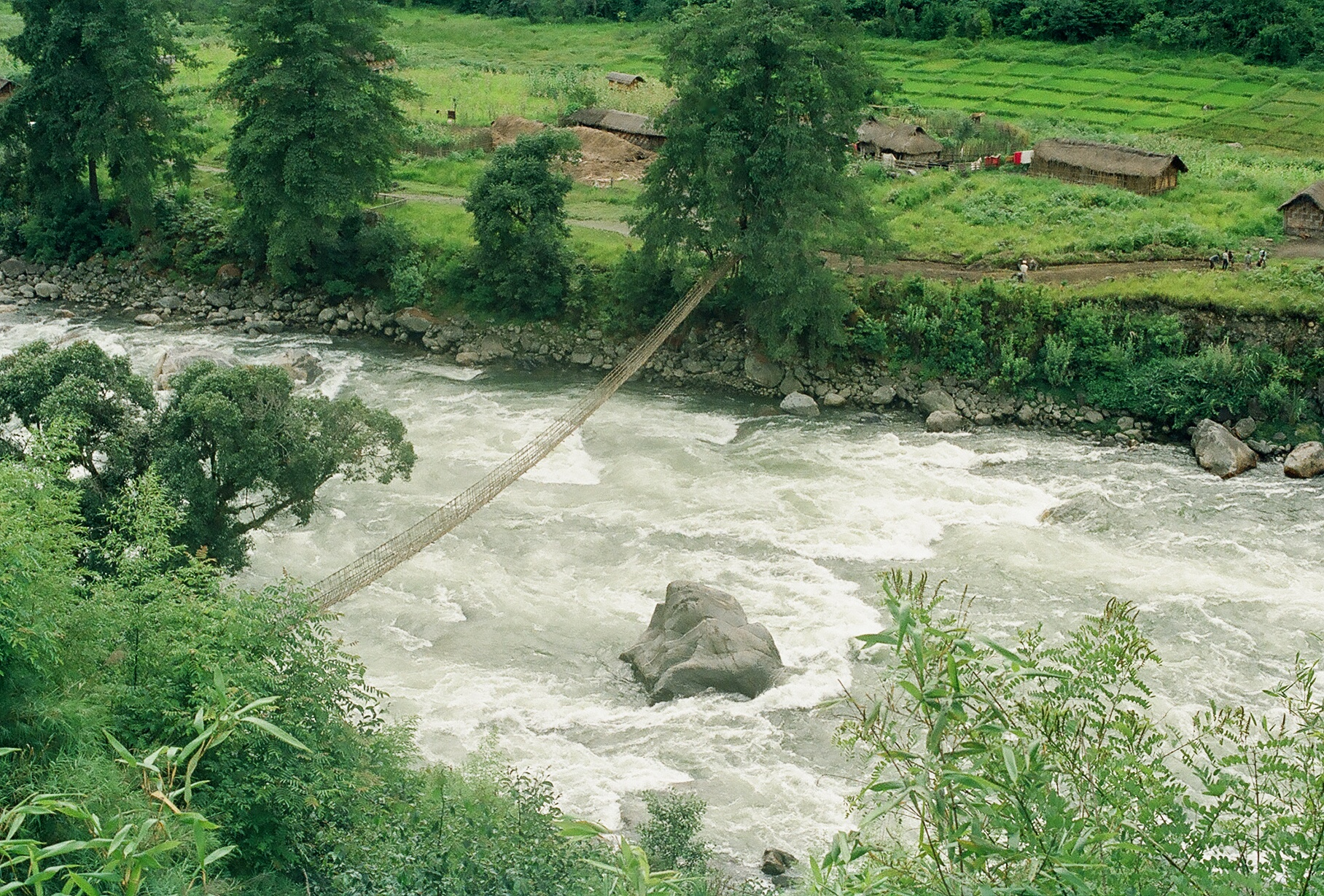
Brücke über den Dri, Dibang Valley, Arunachal Pradesh, Indien (1987)
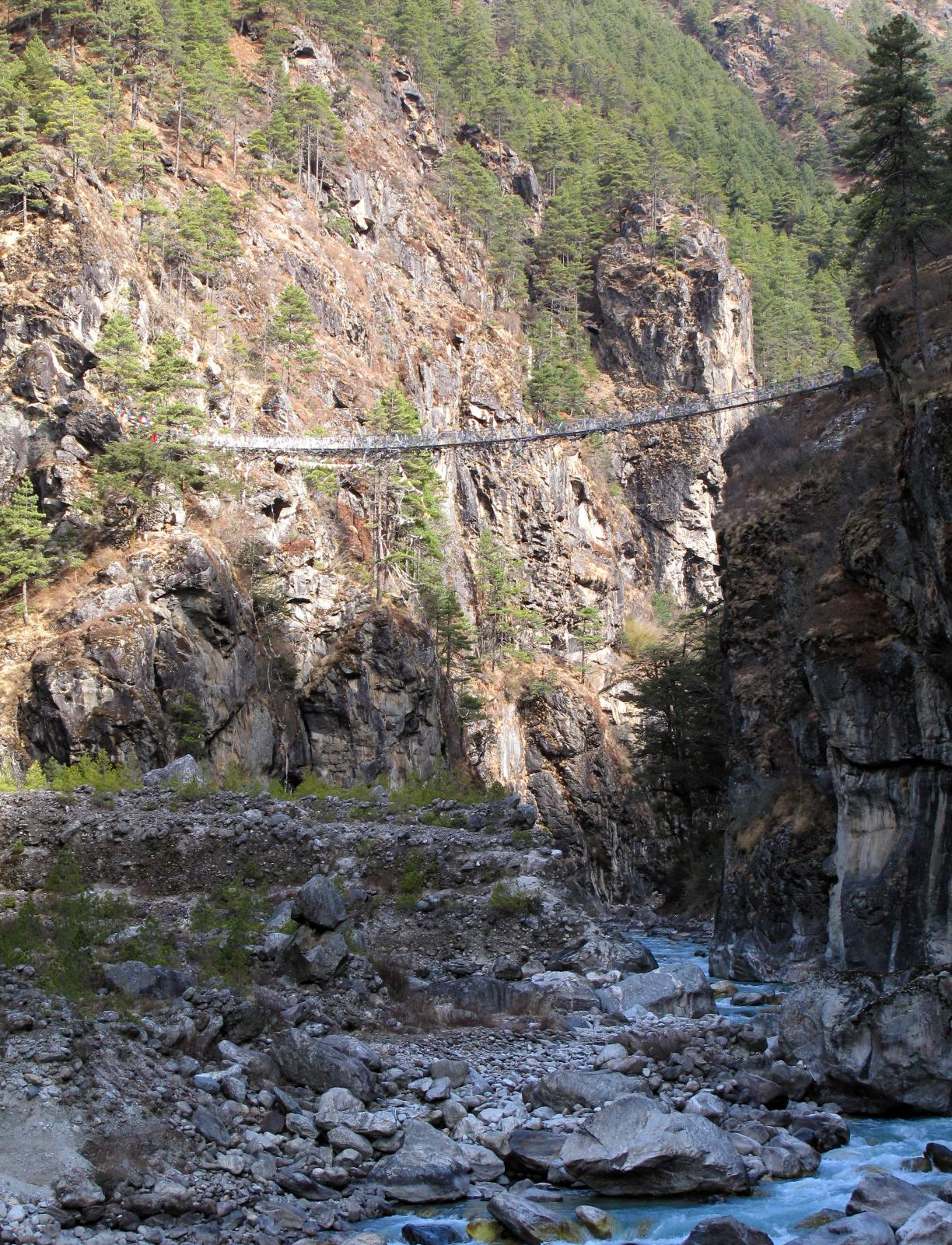
Hillary Bridge auf dem Weg nach Namche Bazar, Nepal
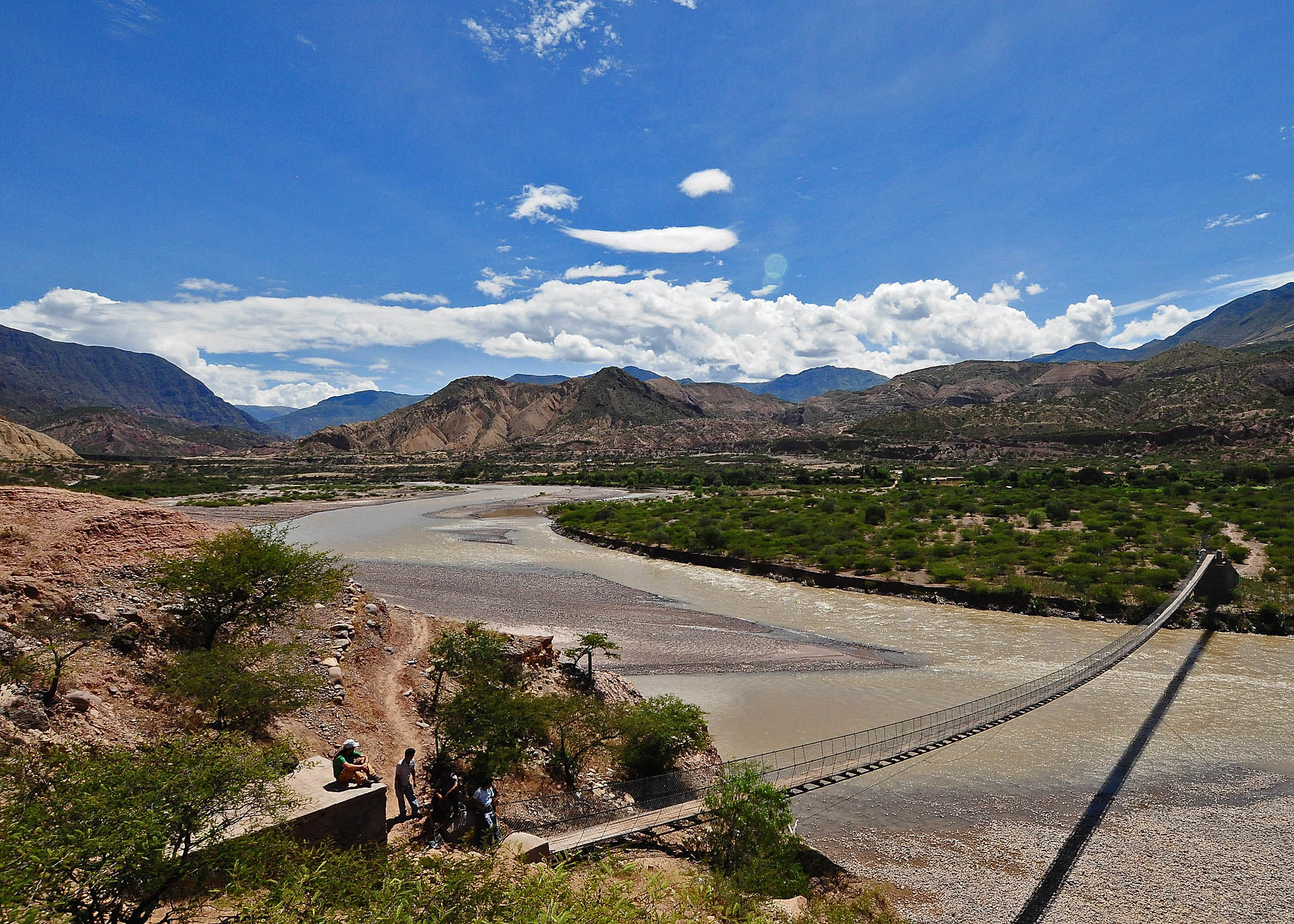
Chaypara-Brücke, La Merced, Churcampa, Peru (2010)
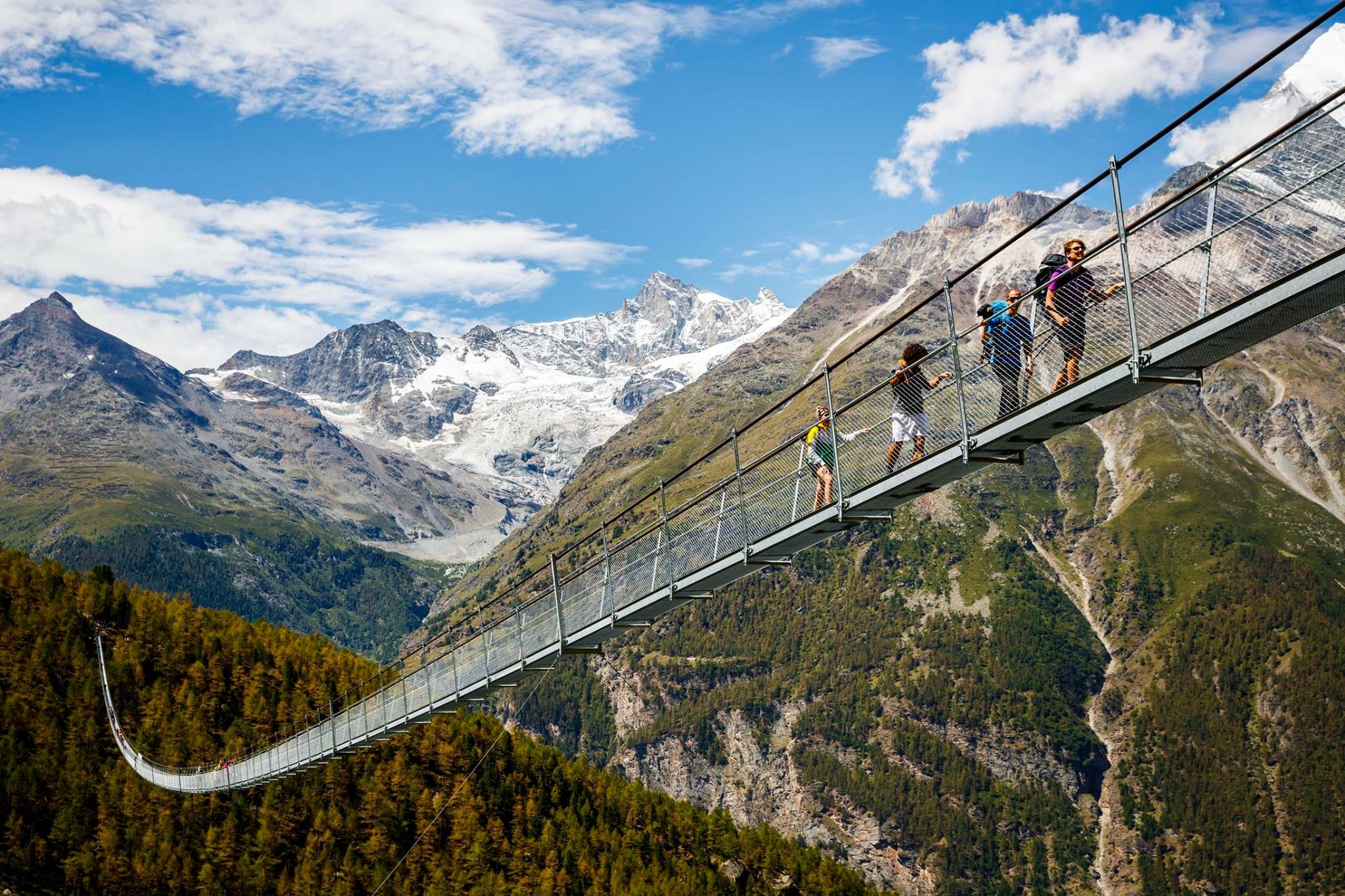
Charles Kuonen Hängebrücke, Kanton Wallis, Schweiz